# Thamala
Thamala is een geslacht van vlinders van de familie Lycaenidae.

## Soorten
- T. irena Evans
- T. marciana (Hewitson, 1863)
- T. miniata Moore, 1878
- T. moultoni Corbet, 1942
- T. sparanisa (Seitz,)